# Тиру
Ти́ру (ест. Tõru küla) — село в Естонії, у волості Ляене-Сааре повіту Сааремаа.

## Етимологія
Тиру в перекладі з ест. tõru означає «жолудь».

## Населення
Чисельність населення на 31 грудня 2011 року становила 3 особи.

## Географія
Поблизу села тече річка Пидусте (Põduste jõgi).
Через західну околицю села проходить автошлях 86 (Курессааре — Вигма — Панґа).

## Історія
До 12 грудня 2014 року село входило до складу волості Каарма.